# Salvador Brotons
Salvador Brotons (født 17. juli 1959 i Barcelona, Spanien) er en spansk komponist, professor, lærer,
fløjtenist og dirigent.
Brotons studerede komposition, direktion og fløjte på Musikkonservatoriet i Barcelona (1967-1977). Var solofløjtenist i Barcelona Byorkester (1977-1985). Han tog en doktorgrad i musik på et stipendium til USA på Stats Universitetet i Florida (1985). Han var senere professor og lærer på Stats Universitetet i Portland i musikhistorie, musiklitteratur og direktion (1987-1997). Brotons har skrevet 6 symfonier, sinfonietta, orkesterværker, kammermusik, instrumentalværker, vokalmusik etc. Han var også dirigent for Portland Symfoniorkester.
Brotons har været lærer i komposition og direktion på Musikkonservatoriet i Catalonien siden (2001), og bor i dag i Barcelona.

## Udvalgte værker
- Symfoni nr. 1 "Dikotom Symfoni" (1981) - for orkester
- Symfoni nr. 2 "Pletòrica Symfoni" (1984) - for orkester
- Symfoni nr. 3 (1992) - for orkester
- Symfoni nr. 4 (20?) -for orkester
- Symfoni nr. 5 "Mundus Noster" (Verden er Vores) (2011) - for orkester
- Symfoni nr. 6 "Kortfattet" (2012) - for blæserorkester
- Sinfonietta da Camera (1985) - for 13 blæsere og slagtøj